# Bảo tàng ArtScience
Bảo tàng ArtScience (Chinese: 艺术科学博物馆) là một trong những điểm thu hút tại Marina Bay Sands, một khu nghỉ mát tích hợp tại Singapore thuộc sở hữu của công ty Las Vegas Sands. Bảo tàng chính thức đi vào hoạt động vào ngày 17 tháng 2 năm 2011. 